# Centraal Beheergebouw van Herman Hertzberger

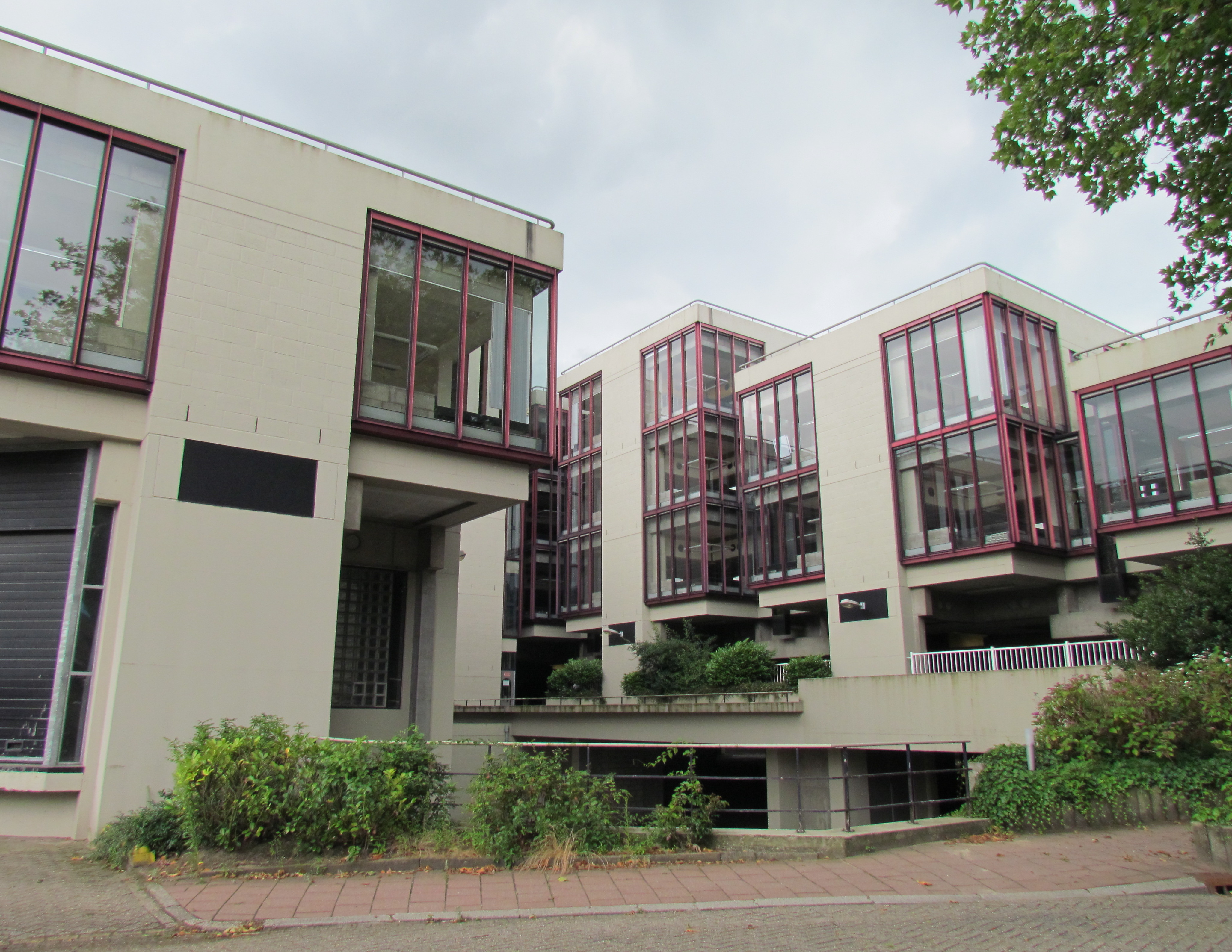
De kubussen van dichtbij (2013)

Het Centraal Beheergebouw van Herman Hertzberger, ook wel aangeduid met De Rots, is een kantoorgebouw in het centrum van de Gelderse stad Apeldoorn. Het werd in 1972 ontworpen door de Nederlandse architect Herman Hertzberger voor verzekeringsmaatschappij Centraal Beheer. 

## Architectuur
Het ontwerp wordt gerekend tot het structuralisme. Opgetrokken uit beton kenmerkt het zich door het gebruik van kubusvormige elementen van negen bij negen meter. In elk element bevinden zich vier tot acht werkplekken per verdieping. Het was destijds een revolutionair ontwerp, niet alleen door de buitenkant maar ook door de open structuur aan de binnenzijde. Het beschikt over een aantal grote kantoortuinen. Verder heeft het binnenplaatsen met balkons, bruggen en ontmoetingsplekken. Hierdoor staan de werkplekken zowel horizontaal als verticaal met elkaar in verbinding en zou het gebouw een niet-hiërarchische sfeer ademen. Het ontwerp was geïnspireerd op Hertzbergers stadhuisontwerpen voor Amsterdam en Valkenswaard, die nooit uitgevoerd zijn.

## Stedenbouwkundig concept
Oorspronkelijk bestond het plan om het station Apeldoorn te verplaatsen naar een locatie naast het gebouw en hieromheen meer kantoren te bouwen. Deze nieuwe kantorenwijk zou voor forensen lopend vanaf het station bereikbaar moeten zijn. Omdat dit een heel nieuw emplacement voor de spoorwegen zou vereisen dat veel ruimte zou vragen, heeft deze ingreep in de stad echter nooit plaatsgevonden, waardoor het complex lange tijd geïsoleerd heeft gestaan. Later is een naastgelegen kantoorgebouw aan het complex toegevoegd. De voetgangerspassage tussen de gebouwen is opgevuld met een nieuwe ontvangsthal met daarboven een aantal vergaderzalen. Onder het pand bevindt zich een parkeergarage. Deze is 45 graden gedraaid ten opzichte van de bovenbouw. Voorheen was ook een benzinepomp aanwezig onder het gebouw. Deze werd later in verband met de veiligheidsrisico's verwijderd.
In 2007 werd TCN Property Projects eigenaar van het complex. Begin 21e eeuw maakte Achmea bekend het gebouw te zullen verlaten. In 2013 verhuisden de activiteiten van het bedrijf naar een locatie in Apeldoorn Zuid (de Achmea Campus). 

## Herbestemming
Na de verhuizing diende de vraag zich aan wat er met het complex moest gebeuren. Het gebouw bleek intussen gedateerd en niet meer economisch rendabel. Dit had twee redenen. Ten eerste is het aantal werkplekken dat men per vierkante meter kwijt kan te klein, dit door de vele hofjes en pleintjes. Ten tweede is het duur om het gebouw te verwarmen doordat het grote enkel-glazen ramen heeft en het vervangen van de raamkozijnen een dure operatie zal worden. Het ontwerp stamt nog van voor de oliecrisis van 1973 toen energie nog vrij goedkoop was. Verder is de kritiek dat op de onderste verdieping weinig zonlicht binnenkomt.
Eigenaar TCN besloot in 2011 er de Apeldoorn Business Campus (ABC) te vestigen, die plaats zou moeten bieden aan onderwijs, bedrijvigheid, studentenhuisvesting en hotelovernachtingen. Eerdere opties die waren genoemd, waren ombouw tot een appartementencomplex en de sloophamer.
In november 2012 werd het faillissement van TCN uitgesproken, wat de toekomstplannen voor het complex onzeker maakte. Begin 2013 nam SNS Property Finance (onderdeel van SNS Bank) 25 procent van het pand over en werd vastgoedbeheerder ARRA de exploitant. De plannen voor de ABC werd nieuw leven ingeblazen. De visie daarbij was om het pand om te vormen tot een business hub, gebaseerd op 'de interactie tussen werken en opleidingen'. In juni 2014 namen de eerste nieuwe huurders hun intrek in de Business Campus, in het onderdeel Energy Club. In januari 2015 ging het complex weer in de verkoop. In juli dat jaar werd projectontwikkelaar en vastgoedbelegger Certitudo Capital de nieuwe eigenaar. Deze partij ging samen met Hertzberger kijken naar de mogelijkheden voor behoud en herontwikkeling van het pand. Hieruit ontstond het plan Hertzberger Park, een multifunctionele bestemming voor het complex. In 2023 werd een glazen tussengebouw, het zogenoemde Atriumgebouw, gesloopt. In september 2023 is Certitudo gefailleerd.
Op 20 december 2024 werd bekendgemaakt dat de gemeente Apeldoorn het pand koopt. Architectenbureau Powerhouse Company won de prijsvraag voor de stedenbouwkundige invulling van het terrein. Ook denkt het bureau mee over de visie voor het hele gebied Hertzberger Park. Rond het complex mag ontwikkelaar Explorius voor maximaal 52.000 m² aan woningbouw, in de vorm van hoogbouw, realiseren.

## Trivia
- Het gebouw wordt lokaal ook wel de apenrots genoemd.
- De achterzijde van het later toegevoegde gebouw werd als decor gebruikt in de film Cool!.
- Het proces van herbestemming van het gebouw staat centraal in de documentaire The proof of the pudding.